# 極楽院櫻子
極楽院 櫻子（ごくらくいん さくらこ）は、日本の漫画家。1991年ごろから同人活動を始め、現在では極楽院 櫻子とさくら あしかという2つのペンネームで活動している。

## 作品リスト

### 極楽院櫻子 名義

#### 漫画作品

##### 連載
- WildFlowerGarden（『GUST』にて連載された） - 単行本未収録。
- アクエリアンエイジ オリオンの少年（英語版）（原作：ブロッコリー、『月刊ステンシル』にて連載された）
- カテゴリ：フリークス（『コミックバーズ』にて2002年から連載された）
- セキレイ（『ヤングガンガン』2004年 - 2015年[2]）
- リターナーズ -赫の奇還者-（『月刊ヤングジャンプ』→『ミラクルジャンプ』2009年[3] - 2013年[4]） - 読み切り『リターナーズ 〜奇還者〜』の連載化[3]。
- 廻生のカリカチュア（原案・設定・コンテ担当、『月刊少年ガンガン』2015年 - 2016年）
- ブレイブスター☆ロマンティクス（『ヤングガンガン』2015年[5] - 2017年）
- セキレイ 彼女のいない365日のこと（『ヤングガンガン』2017年[6] - 2018年） - 単行本は『セキレイ』19巻として発売された[7]。
- ロクショウ！（『月刊少年ガンガン』2018年[8] - 2020年）
- 咲-Saki- re：KING'S TILE DRAW（原作：小林立、『ガンガンONLINE』2020年[9] - 連載中）
- 千万社異世界通商部（『月刊少年ガンガン』2023年8月号[10] - 2025年3月号[11]）

##### 読み切り
- リターナーズ 〜奇還者〜（『月刊ヤングジャンプ』8月号・9月号）[3]
- リターナーズ エクストラ -赫の奇還者- 番外（『週刊ヤングジャンプ』2011年4・5月号） - 『リターナーズ〜赫の奇還者〜』の番外編[12]。

#### 書籍（極楽院櫻子 名義）

##### 漫画単行本
- 『TURBULENCE』、桜桃書房〈ガストコミックス〉1993年 - 1994年、全2巻 - 1994年にドラマCD化。
- 『NIGHT WALKERS』、桜桃書房〈ガストコミックス〉1994年 - 1996年、全3巻
- 『ゴージャストライアングル』、角川書店〈あすかコミックスDX〉1995年11月、ISBN 978-4-04-852623-4
- 『世界の終わりが降る夜に』、桜桃書房〈ガストコミックス〉1996年10月、ISBN 978-4-7567-0391-0
- 『東京恋愛綺譚』、桜桃書房〈ガストコミックス〉1997年、全2巻
- 『邪神王ビーストブラック』、角川書店〈あすかコミックスDX〉1997年、全2巻
- 『ぼくの好きな先生』、桜桃書房〈ガストコミックス〉1998年 - 2001年、全6巻
- アクエリアンエイジ オリオンの少年、エニックス〈ステンシルコミックス〉2001年 - 2003年、全5巻
- 『カテゴリ：フリークス』、幻冬舎〈バーズコミックス〉、全4巻
- 『セキレイ』、スクウェア・エニックス〈ヤングガンガンコミックス〉2005年 - 2018年、全19巻
- 『リターナーズ -赫の奇還者-』、集英社〈ヤングジャンプ・コミックス〉2010年 - 2012年、全3巻
- 『廻生のカリカチュア』、スクウェア・エニックス〈ガンガンコミックス〉2016年、全2巻
- 『ブレイブスター☆ロマンティクス』、スクウェア・エニックス〈ヤングガンガンコミックス〉2016年[13] - 2017年、全3巻
- 『ロクショウ！』、スクウェア・エニックス〈ガンガンコミックス〉2019年[14] - 2021年、全3巻
- 『咲-Saki- re：KING'S TILE DRAW』、スクウェア・エニックス〈ガンガンコミックスONLINE〉2021年 - 刊行中、既刊2巻
- 『千万社異世界通商部』、スクウェア・エニックス〈ガンガンコミックス〉2024年[15] - 2025年、全3巻

##### 画集
- 『極楽院櫻子 ビジュアルコレクションブック SEKIREI -ENGAGEMENT-』スクウェア・エニックス、2007年7月25日発売、ISBN 978-4-7575-2039-4

#### その他
- シリウス学園（『月刊少年シリウス』2010年8月号別冊付録）イラスト提供[16]
- 百合姫カラーアートワークス CHRONICLE（画集、2010年）イラスト提供[17]

### さくらあしか 名義

#### 書籍（さくらあしか 名義）
- 『あなただけがすき』、笠倉出版社〈カルト・コミックス〉、1998年10月、ISBN 978-4-7730-0562-2
- 『ひみつのケモノたち』、笠倉出版社〈カルト・コミックス〉1999年9月、ISBN 978-4-7730-0586-8
- 『天使のハートリズム』、笠倉出版社〈カルト・コミックス〉2000年7月、ISBN 978-4-7730-0608-7
- 『アダルトな開発室』マガジン・マガジン〈ジュネコミックス〉2001年10月、ISBN 978-4-89644-008-9
- 『あの子とボクとあの人と』、笠倉出版社〈カルト・コミックス〉2001年12月、ISBN 978-4-7730-0646-9
- 『仏頂面に恋をして』、笠倉出版社〈カルト・コミックス〉2003年10月、ISBN 978-4-7730-0670-4
- 『センシティブ・ポルノグラフ』、マガジン・マガジン〈JUNEコミックス〉2003年12月、ISBN 978-4-89644-045-4 - 2004年に18禁OVA化。
- 『薬指に秘密の恋』、笠倉出版社〈カルト・コミックス〉2004年10月、ISBN 978-4-7730-9515-9
- 『眠れる君の薔薇色の唇』、マガジン・マガジン〈ジュネコミックス〉2005年6月、ISBN 978-4-89644-086-7